# Rob Meines

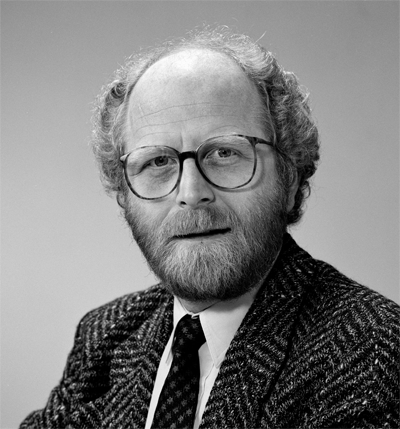
Rob Meines in 1987

Rob W. Meines (1945) is managing partner van Meines & Partners, een lobbykantoor in Den Haag. Tot 1994 was hij journalist, onder meer bij enkele kranten, zowel regionaal als lokaal en het NOS Journaal.
Meines volgde het Slauerhoff College in Leeuwarden en een studie politieke wijsbegeerte, met als bijvakken mediasociologie en polemologie, aan de Rijksuniversiteit Groningen. Als journalist was hij werkzaam bij de Friese Koerier, de Leeuwarder Courant en de Universiteitskrant Groningen. Vanaf 1979 werkte hij voor NRC Handelsblad als Europa-redacteur en NAVO-correspondent, onder andere in Brussel. In de periode 1983-1990 was hij correspondent in Duitsland voor NRC Handelsblad en NOS Journaal.
Hij keerde terug naar Nederland als diplomatiek en politiek redacteur in Den Haag. In 1992 werd hij winnaar van de Anne Vondelingprijs voor politieke journalistiek, de enige prijs voor politieke journalistiek in Nederland, voor zijn artikelen over de gecompliceerde relatie tussen Nederland en de Europese Unie.
Meines is mede-organisator van het jaarlijkse uitwisselingsprogramma tussen Nederlandse en Duitse journalisten, het Duits-Nederlands Journalistenstipendium (JDN), in samenwerking met het Ministerie van Buitenlandse Zaken. In 1994 werd hij door de Duitse president Roman Herzog onderscheiden voor zijn journalistieke werk in en over Duitsland. In 1998 werd hem de Nederlandse Otto von der Gablentzprijs (vernoemd naar de Duitse diplomaat Otto von der Gablentz) uitgereikt.
Het boek ‘Duitsland Duitsland. Kracht en Zwakte van een Volk’ is van zijn hand.

## Referentie
1. ↑  Invloedrijkste lobbyist gaat lobbykantoor Ben Bot adviseren ftm.nl